# 蟷螂山
蟷螂山（とうろうやま）は、7月に京都市内で行われる祇園祭において毎年7月17日の前祭で巡行する山鉾である。
山鉾町は中京区西洞院通四条上ル蟷螂山町。
南北朝時代に町内に館を構えていた四条隆資が足利義詮に立ち向かった逸話を、のちに中国から町内にやってきた薬商の陳外郎大年宗奇（ういろう (薬品) 参照）が「蟷螂の斧」の故事にたとえて、1376年に四条家の御所車にカマキリの作り物を乗せて巡行に出したのがはじまりとされる。
1864年の元治の大火で罹災し、明治頃から巡行から外れ町内展示を行っていたが、1981年に再興され巡行に復帰した。
御所車の屋根に乗せられた大蟷螂は鎌を振り上げて動き、御所車も回るようになっているからくりで七代目玉屋庄兵衛による製作。四方の懸布は羽田登喜男による友禅が飾られている。

## 画像

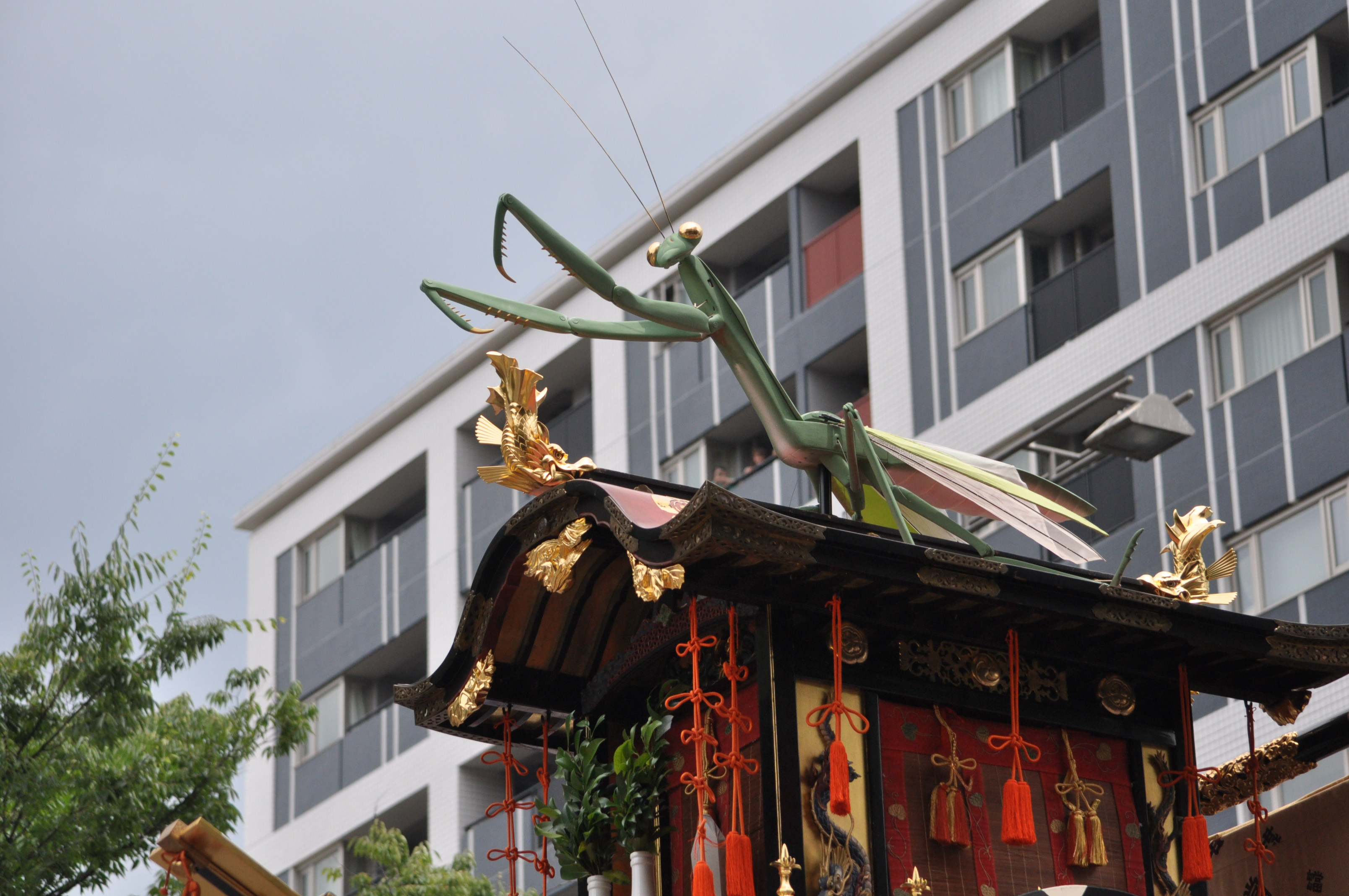
蟷螂山（2017年7月17日撮影）
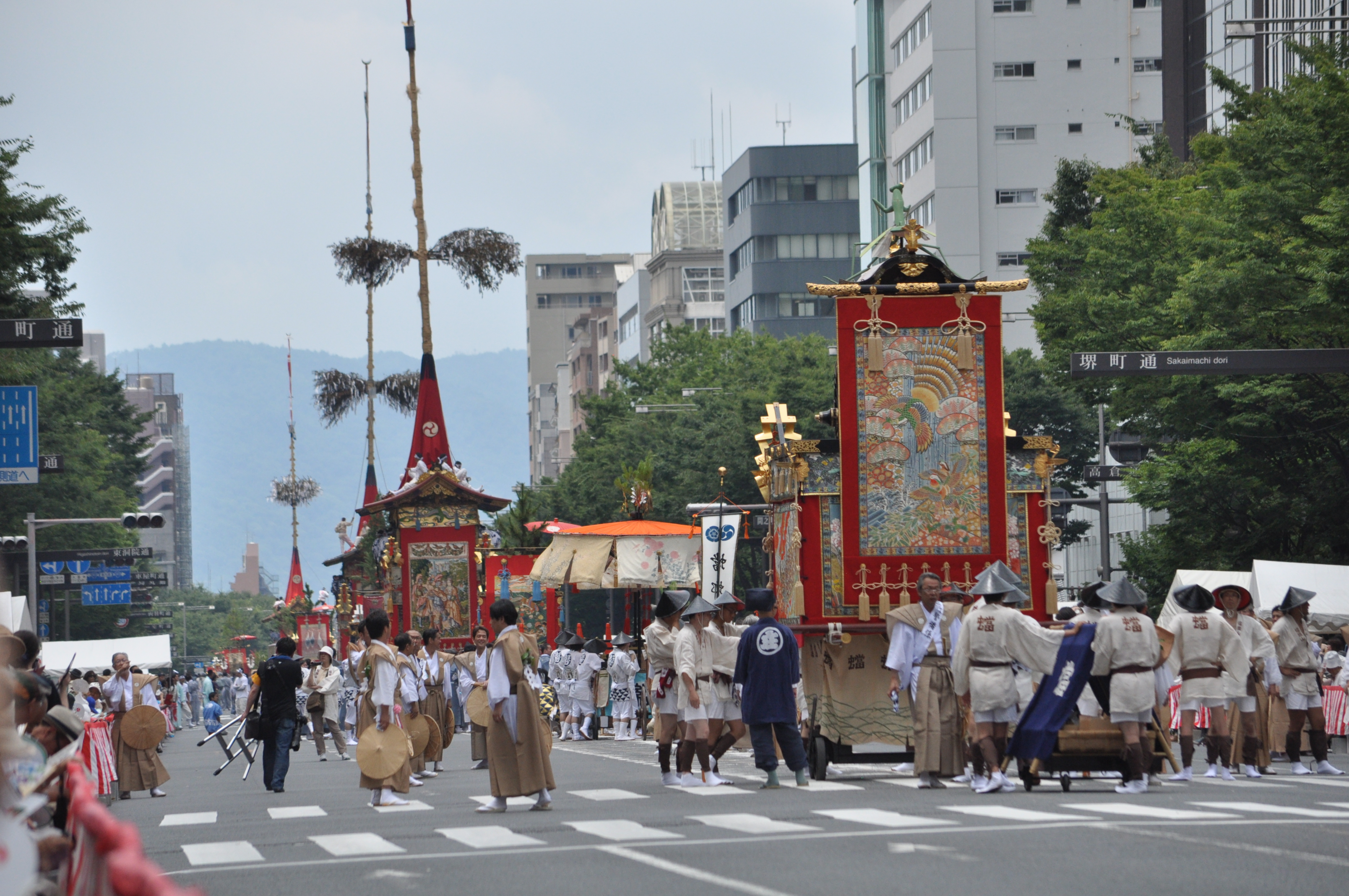
蟷螂山（2017年7月17日撮影）